# کوک تاک-سنگ
کوک تاک-سنگ (به چینی: 郭得郭得胜) (زاده ۱۹۱۱ - درگذشته ۱۹۹۰) کارآفرین هنگ کنگی بود، که در سال ۱۹۶۳ شرکت سان هانگ کای پراپرتیز را با مشارکت لی شاو-کی تاسیس نمود.